# Magomed Kurbanaliev
Magomedvich Kurbanaliev (russe : Магомед Магомедович Курбаналиев ; né le 6 août 1992) est un lutteur russe de lutte libre d'origine Daghestanaise. 

## Carrière
Il remporte la médaille de bronze des Championnats du monde de lutte 2013 dans la catégorie des moins de 66 kg, la médaille d'or des Championnats d'Europe de lutte 2014 dans la catégorie des moins de 65 kg puis la médaille d'or des Jeux mondiaux militaires d'été de 2015 dans la catégorie des moins de 65 kg.
Il est sacré champion du monde 2016 dans la catégorie des moins de 70 kg et champion d'Europe 2018.